# Битва при Популонии
Битва при Популонии произошла недалеко от этрусского города Популония в 282 году до н. э. между армией Римской республики под командованием консула Квинта Эмилия Папа и этрусками. Сражение имело место в ходе восстания этрусков и галлов против Рима (285—282 до н. э.) и положило конец их сопротивлению.

## История
В 284 году до н. э., согласно сообщению древнегреческого историка Полибия, галлы из племени сенонов вторглись в Этрурию и осадили Арреций. Луций Цецилий Метелл («военачальник Луций») во главе армии двинулся на помощь этому городу, но в битве под его стенами был разгромлен и сам погиб вместе с большинством своих солдат. Римлянам пришлось выбирать консула-суффекта (им стал Маний Курий Дентат, вскоре одержавший победу над врагом). Согласно Полибию, он направил к галатам послов, но те отвергли мир и убили их. «Римляне в гневе тотчас вывели свои войска и при встрече с галатами, именуемыми сенонами, дали битву. В сражении римляне одержали победу, большую часть неприятелей перебили, остальных прогнали и вступили во владение всей страной».
В 282 году римляне под командованием Квинта Эмилия Папа одержали победу при Популонии, и после этой битвы этрусская угроза Риму резко уменьшилась. Немецкий историк Иоганн Дройзен в «Истории эллинизма» описывал ход событий и последствия битвы следующим образом: «Эмилий пошёл навстречу врагам до Популонии; он только что хотел спуститься с высот в долину, как по стаям вылетевших из лесу птиц догадался, что там что-то творится; высланные туда лазутчики донесли, что бойи засели в засаду. Консул обошёл их, враги были окружены и разбиты. После этого поражения бойи стали просить мира. Римлянам было теперь не с руки преследовать их по ту сторону Апеннин на родной их почве; они удовольствовались тем, что лишили этрусков этой подмоги, а потому и согласились на мир. На севере одни лишь этруски были всё ещё вооружены».